# صموئيل هيلدرث
صموئيل هيلدرث (بالإنجليزية: Samuel Hildreth)‏ هو قرصان رسمي أمريكي، ولد في 1750 في Townsend, Massachusetts ‏ في الولايات المتحدة، وتوفي في 6 أغسطس 1823 في بيلبريه في الولايات المتحدة.